# Vilegodszki járás

A Vilegodszki járás az Arhangelszki területen

A Vilegodszki járás (oroszul Вилегодский муниципальный район) Oroszország egyik járása az Arhangelszki területen. Székhelye Iljinszko-Podomszkoje.

## Népesség
- 1989-ben 16 616 lakosa volt.
- 2002-ben 13 241 lakosa volt.
- 2010-ben 11 158 lakosa volt.